# NGC 9
NGC 9 (również PGC 652 lub UGC 78) – galaktyka spiralna (Sb/P), znajdująca się w gwiazdozbiorze Pegaza. Odkrył ją Otto Struve 27 września 1865 roku.